# سیارک ۸۲۴۸
سیارک ۸۲۴۸ (به انگلیسی: 8248 Gurzuf، نامگذاری:1979TV2) هشت هزار و دویست و چهل و هشتمین سیارک کشف شده‌است که در ۱۴ اکتبر ۱۹۷۹ کشف شد.
قدر مطلق سیارک برابر ۱۴٫۵۰ است.